# Herb kardynała Stefana Wyszyńskiego

Herb Kardynała Stefana Wyszyńskiego

Herb kardynała Stefana Wyszyńskiego – przedstawia na tarczy kroju francuskiego trójdzielnej w rosochę, w polu pierwszym górnym czerwonym wizerunek Matki Boskiej Jasnogórskiej. W polu drugim błękitnym trzy srebrne lilie (w układzie 1,2). W polu trzecim srebrnym misę z głową św. Jana Chrzciciela.
Nad tarczą znajduje się czerwony kapelusz kardynalski, a z boków zwieszają się sznury z 30 węzłami (chwostami) po 15 z obydwu stron. Za tarczą znajduje się podwójny krzyż arcybiskupi. Pod tarczą wstęga z zawołaniem Soli Deo (pol. Samemu Bogu). Lilie w polu drugim to herb kapituły gnieźnieńskiej (od 1948 Stefan Wyszyński był metropolitą gnieźnieńskim). Głowa św. Jana Chrzciciela symbolizuje patrona archikatedry warszawskiej.

## Poszczególne pola

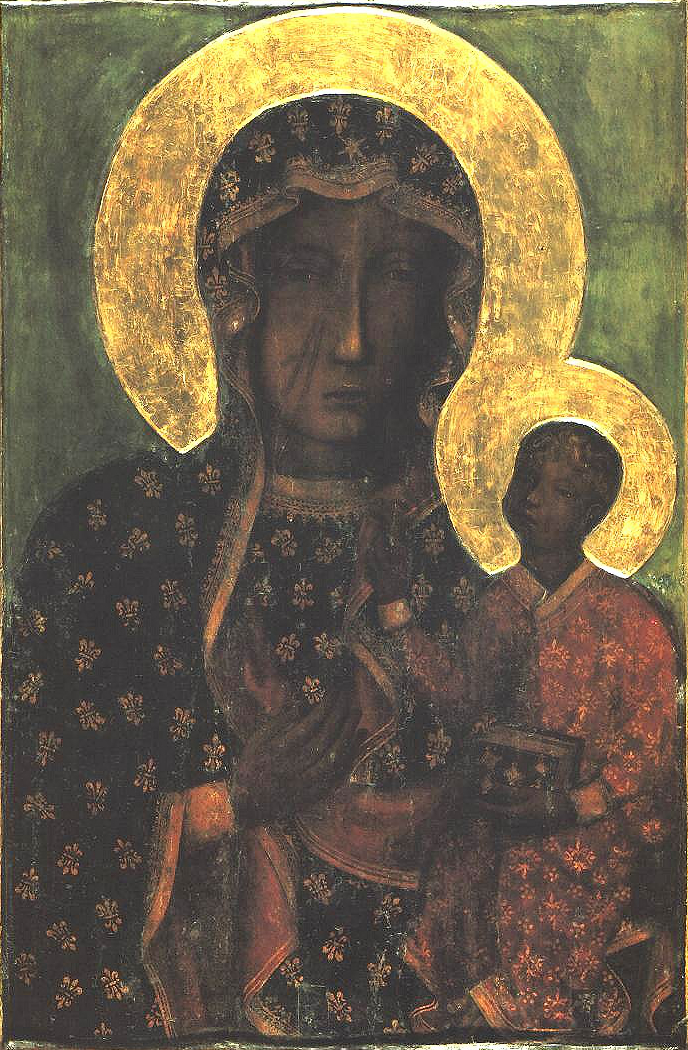
Pole pierwsze - Matka Boża Częstochowska
Pole drugie - Herb Archidiecezji Gnieźnieńskiej
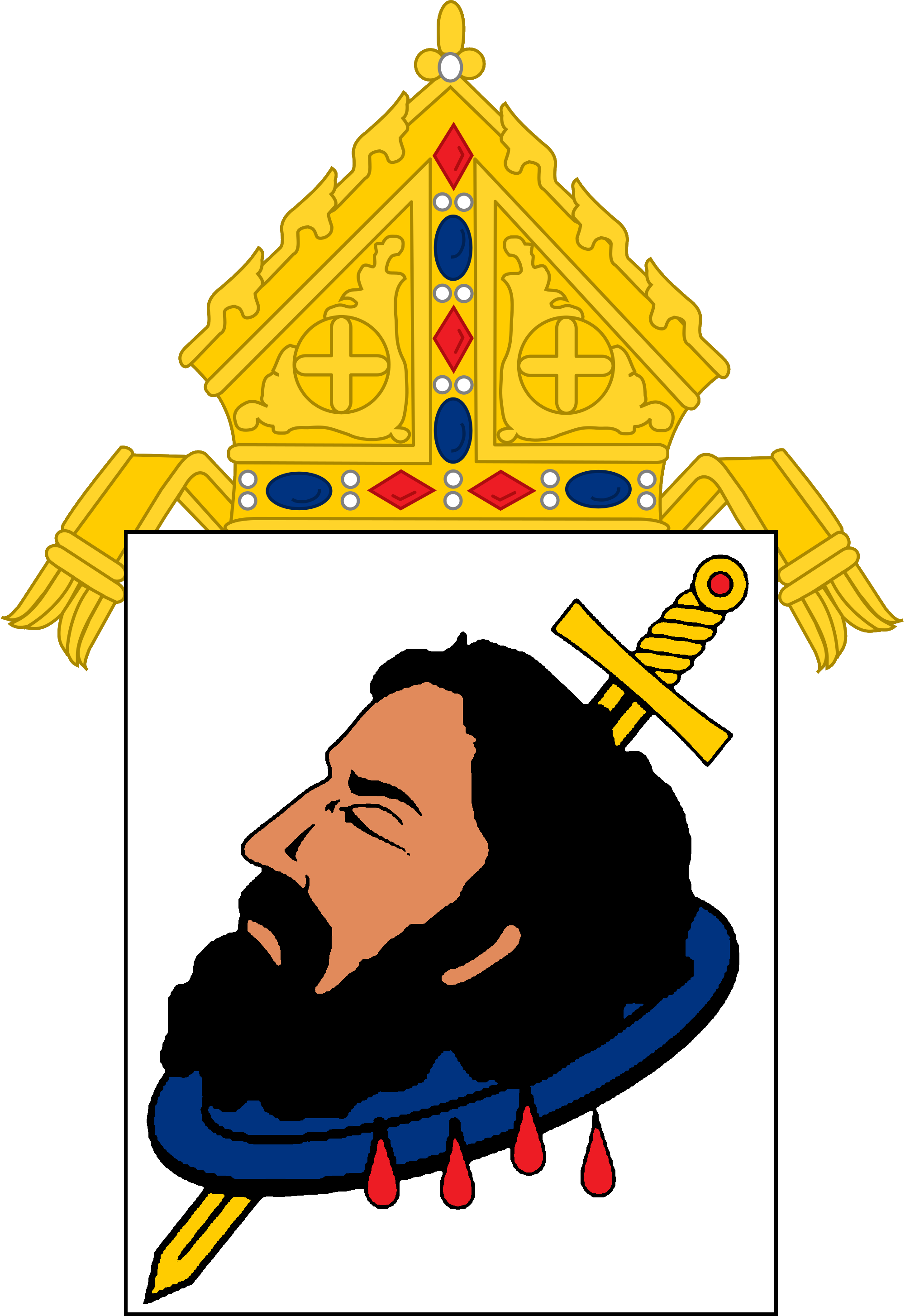
Pole trzecie - Herb Archidiecezji Warszawskiej